# SAIFI
System Average Interruption Frequency Index (SAIFI) – w elektroenergetyce, wskaźnik przeciętnej systemowej częstości przerw długich w dostawie energii – SAIFI, jest współczynnikiem niezawodności stanowiącym liczbę odbiorców narażonych na skutki wszystkich przerw w ciągu roku, podzieloną przez łączną liczbę obsługiwanych odbiorców.
{\displaystyle {\mbox{SAIFI}}={\frac {\sum {\lambda _{i}N_{i}}}{\sum {N_{i}}}}}
gdzie:
{\displaystyle \lambda _{i}} – suma przerw nieplanowanych u odbiorcy w ciągu roku,
{\displaystyle N_{i}} – liczba odbiorców w lokalizacji {\displaystyle i.}
SAIFI jest miarą ilości przerw na odbiorcę. SAIFI nie obejmuje przerw krótszych niż 3 minuty i wyznaczany jest oddzielnie dla przerw planowanych i nieplanowanych.